# 250年
| 千纪： | 1千纪                                                                                           |
| 世纪： | 2世纪 \| 3世纪 \| 4世纪                                                                         |
| 年代： | 220年代 \| 230年代 \| 240年代 \| 250年代 \| 260年代 \| 270年代 \| 280年代                       |
| 年份： | 245年 \| 246年 \| 247年 \| 248年 \| 249年 \| 250年 \| 251年 \| 252年 \| 253年 \| 254年 \| 255年 |
| 纪年： | 庚午年（马年）；曹魏嘉平二年；蜀汉延熙十三年；东吴赤烏十三年                                    |

## 大事记
- 中國
  - 東吳太子孫和被廢黜，魯王孫霸被賜死，二宮之爭結束。
  - 姜維第五次北伐，劉禪授姜維假節，姜維複出西平，由於糧草不繼，不克而還。
  - 十一月，孫亮被立為東吳太子。
- 羅馬帝國
  - 皇帝德西烏斯開始大規模迫害基督徒，教宗法比盎因而殉教。

## 各国领袖

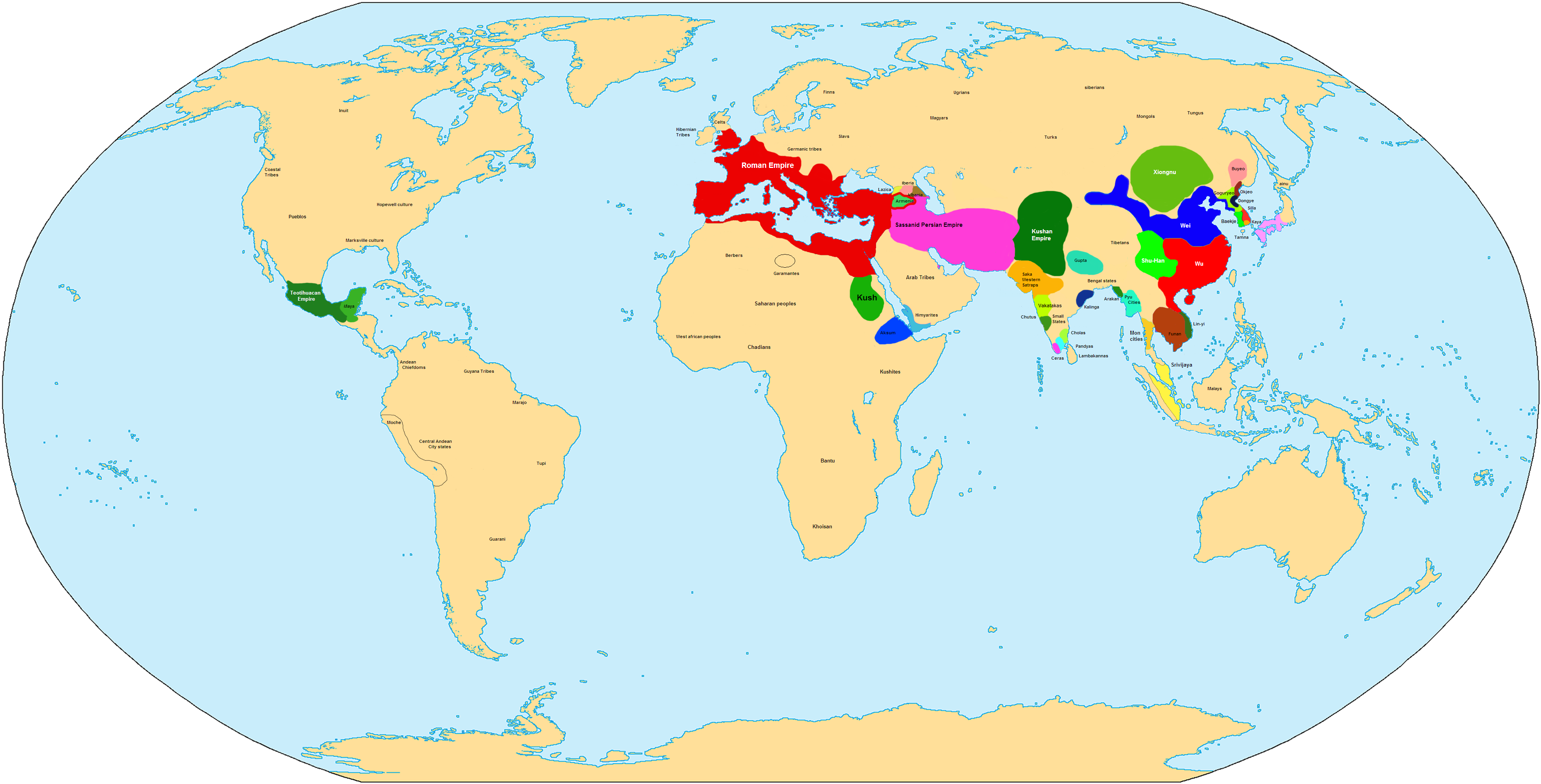
世界局势

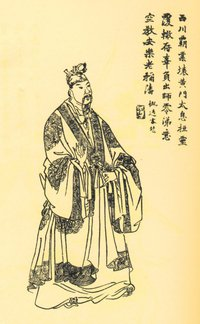
刘禅

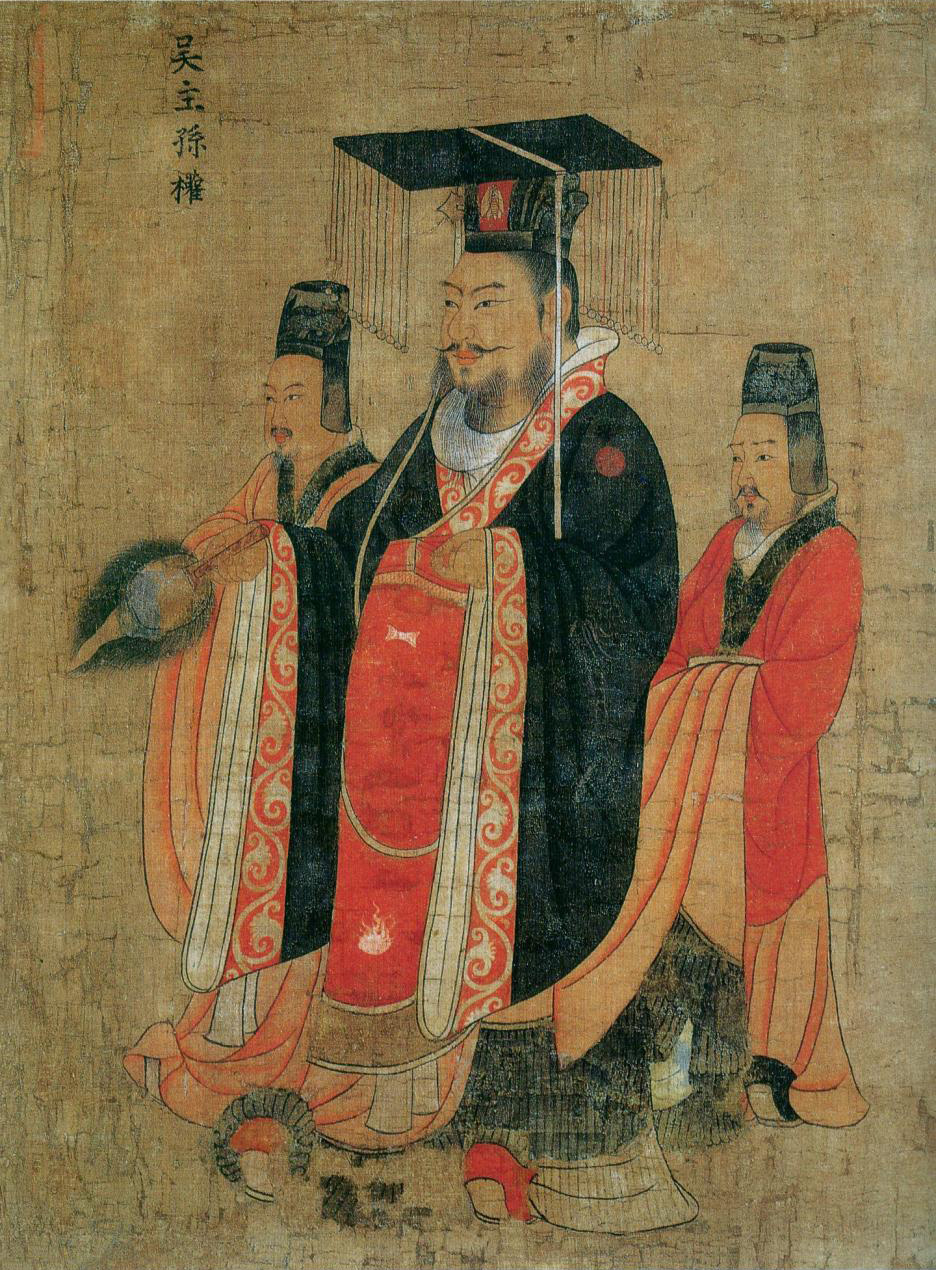
孙权

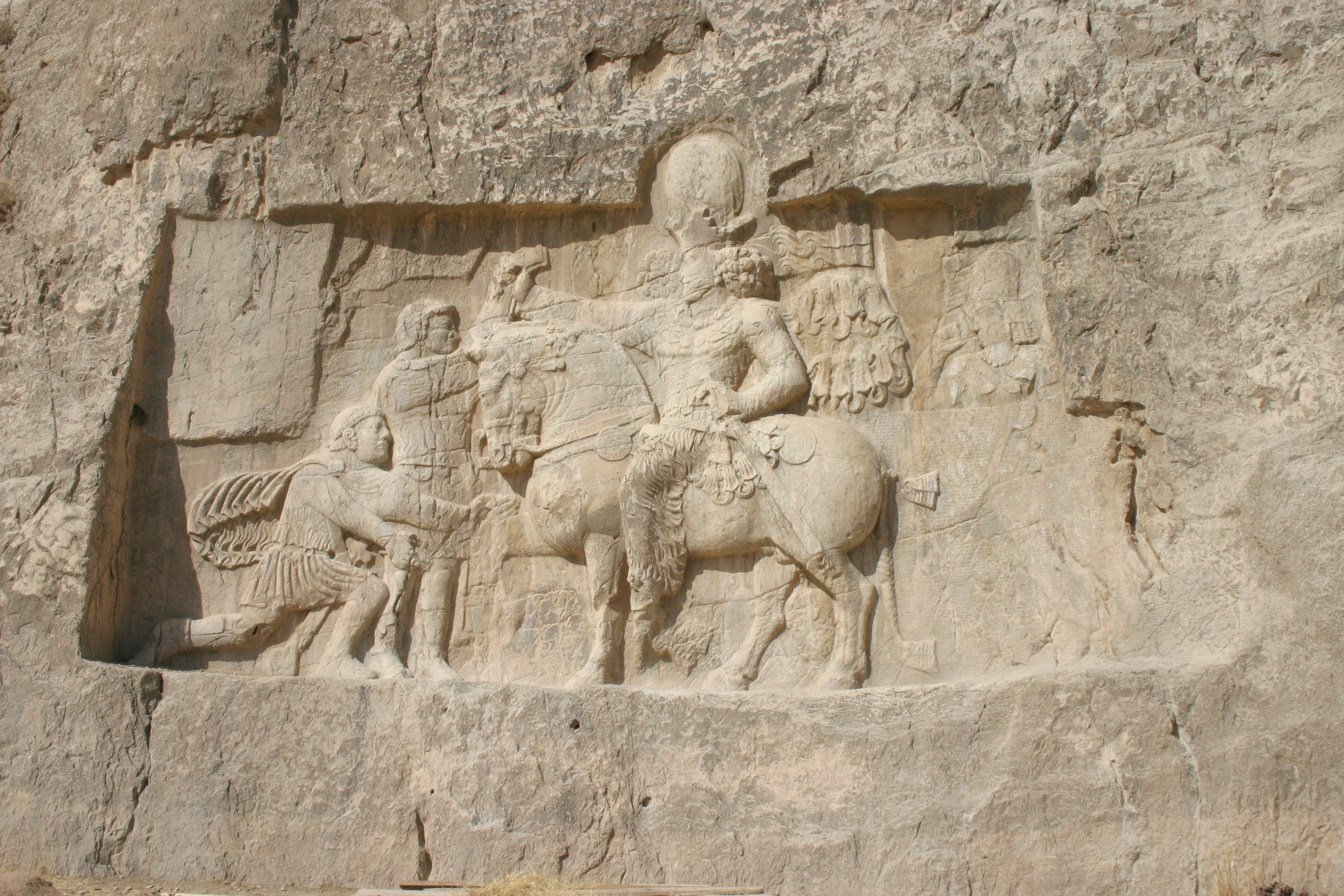
沙普尔一世

### 亞洲
- 中國（三国）
  - 蜀漢皇帝：后主刘禅（223年－263年）
  - 曹魏皇帝：魏齐王曹芳（239年－254年）
    - 曹魏太傅司马懿（249年－251年）

  - 孙吴皇帝：吴大帝孙权（222年－252年）
- 拓跋部 - 拓跋力微, 鲜卑大人（219年－277年）
- 日本- 神功皇后（攝政，200年－270年）
- 朝鲜半岛（朝鲜三国时代）
  - 百济 - 古尔王，百济王 （234年－286年）
  - 伽耶 - 居登王，伽耶君主（199年－259年）
  - 高句丽 - 中川王，高句丽王（248年－270年）
  - 新罗 - 沾解尼師今，新罗王（247年－261年）
- 泰米尔哲罗王朝 - Ilamcheral Irumporai（241年－257年）
- 亚美尼亚- 梯里达底二世（英语：Tiridates II of Armenia）, 亚美尼亚王（217年－252年）
- 伊比利亚 - 米尔达特二世，伊比利亚国王（249年－265年）
- 贵霜帝国 - 婆什色迦（英语：Vāsishka），贵霜君主（240年－265年）
- 巴克特里亞与健馱邏國- Peroz一世（250年－265年）
- 波斯萨珊王朝 - 沙普尔一世，波斯国王（241年－272年）
- 印度笈多王朝 - 室利笈多（英语：Gupta (king)），笈多国王（240年－280年）

### 欧洲

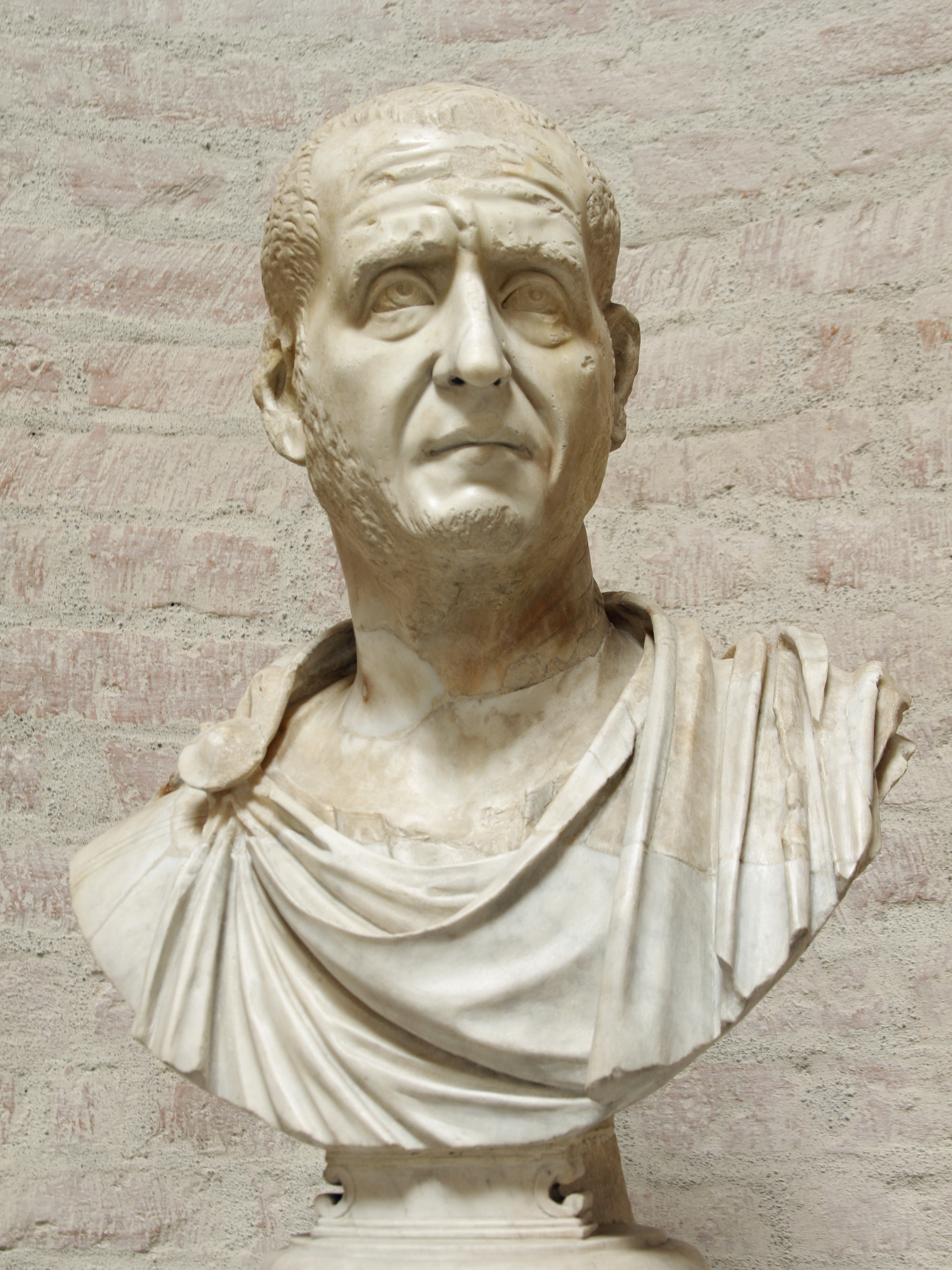
德西乌斯

- 罗马帝国 - 德西乌斯，罗马皇帝（249年－251年）
  - 篡位者：尤利乌斯·瓦伦斯·李锡尼亚努斯（250年）

### 非洲
- 库施王朝 - Teqorideamani，（246年－266年）

## 出生
- 君士坦提烏斯一世，羅馬皇帝。

## 逝世
- 孫霸，孫權第四子，魯王。
- 朱據，東吳重要將領。（194年出生，56岁）
- 孫禮，曹魏將領。（180年出生，79岁）